# Jan Mojto
Jan Mojto (* 13. Mai 1948 in Nitra, Tschechoslowakei) ist Filmproduzent und Rechtehändler. Seine Firmengruppe hat ihren Sitz in Oberhaching bei München.

## Leben und Karriere
Jan Mojto ist als internationaler Filmproduzent und Rechtehändler tätig. Kern seiner Firmengruppe ist die aus der KirchMedia hervorgegangene Beta Film, welche über einen Katalog von über 30.000 Stunden Programm bzw. 4000 Titeln verfügt und auch weiter als Produzent/Koproduzent nationaler und internationaler Film- und Fernsehproduktionen auftritt. Sie ist damit eine der größten europäischen Vertriebsfirmen für Fernsehen, Home Video und neue Medien. Das Portfolio von Beta Cinema und der inzwischen darin aufgegangenen Kineos umfasst zahlreiche Academy-Award-nominierte und -prämierte Filme. Im Klassikbereich ist die ebenfalls aus der KirchMedia stammende Unitel der international führende Produzent audiovisueller Musikaufzeichnungen mit einem Katalog von rund 2.500 Produktionen wie zum Beispiel Carnegie Hall in New York. Der Fernsehsender Classica ist auf mehreren Dutzend Bezahlplattformen weltweit vertreten. Zur Firmengruppe gehören zudem über 40 Produktionsfirmen und Vertriebslabels und darüber hinaus Spartenkanäle in ganz Europa.
Bis Ende 2001 war Mojto bei der KirchMedia für den Programmbereich verantwortlich. Der gebürtige Slowake war Mitglied in den Aufsichtsräten von Mediaset/Italien, Telepiù/Italien, Gestevisión Telecinco/Spanien, ProSiebenSat.1 Media AG und KirchPayTV sowie von 1994 bis 2002 Präsident der ACT - Association of Commercial Television in Europa. Vor seiner Zeit bei Kirch arbeitete er als Journalist mit den Schwerpunkten Film, Theater und Literatur. Mojto, der acht Sprachen beherrscht, studierte Literaturwissenschaften und Geschichte in Bratislava und München und ergänzend am Institut Européen d’Administration des Affaires in Fontainebleau (MBA).
Mojto erhielt die Karlsmedaille für europäische Medien (2003), den Bayerischen Fernsehpreis (für „Napoleon“, 2003), den österreichischen Fernsehpreis Romy (für „Kronprinz Rudolf“, 2006), den Bayerischen Verdienstorden (2007), den Deutschen Filmpreis und den Bayerischen Filmpreis (beide für „John Rabe“, 2009), die Auszeichnung Officier de l’Ordre National des Arts et des Lettres sowie den Europäischen Trebbia Preis für die Kunst- und Kulturförderung (beide 2011). Die Unitel-Produktionen „Waldbühnenkonzert in Berlin“, „Le nozze di Figaro“ (Salzburg) und „Ring des Nibelungen“ (Valencia) wurden 2007, 2008 und 2010 mit dem renommierten Echo Klassik ausgezeichnet. 2012 erhielt er die Insignien eines Chevalier dans l‘Ordre de la Légion d’Honneur und die Goldmedaille der Stadt Cannes, und aktuell im Jahre 2013 die MipTV Medaille d’Honneur. Mojto lehrt als Dozent an der Filmakademie Baden-Württemberg in Ludwigsburg und engagiert sich im Hochschulrat der HFF München. Nach 2013 setzte Jan Mojto seine erfolgreiche Karriere als Filmproduzent und Rechtehändler fort. Er blieb weiterhin als Dozent an der Filmakademie Baden-Württemberg in Ludwigsburg tätig. Bis 2015 war er Mitglied des Hochschulrats der Hochschule für Fernsehen und Film (HFF) München und trug maßgeblich zur Einführung einer hauptamtlichen Präsidentschaft bei. Im Jahr 2023 ging Mojto eine Partnerschaft mit dem Produzenten Nico Hofmann ein, um gemeinsam deutsche und europäische Serien und Filme für den internationalen Markt zu produzieren. Diese Zusammenarbeit baut auf einer jahrzehntelangen erfolgreichen Kooperation auf, die Produktionen wie "Der Tunnel", "Dresden" und "Unsere Mütter, unsere Väter" hervorbrachte.
Als Produzent beteiligte sich Mojto an einigen der meistbeachteten deutschen und internationalen Kino- und TV-Produktionen, darunter „Rise of the Raven“, „Bookish“, „Maxima“ (7th Canneseries 2024), „Homejacking“ (Series Mania), „Operation Sabre“ (7th Canneseries 2024, Gewinner des Special Interpretation Award), „Soviet Jeans“ (Berlinale und Series Mania), „30 Days of Lust“ (Series Mania und Seriencamp Cologne 2024, Gewinner Audience Choice Award), „Prisma“ (International Drama Award Summit London 2023, Nastri d’Argento 2023, Locarno International Film Festival), „Hotel Portofino“ (Seoul Drama Awards 2022), „Persona“ (International Emmy Awards 2019, Gewinner in der Kategorie Performance by an Actor), „Hudson & Rex“ (Canadian Screen Award) sowie den LEGACY-Franchises wie „Gomorrah“ und „Babylon Berlin“ (Gewinner des Bambi für die beste Serie des Jahres 2018 und Europäischer Filmpreis 2019 für die beste fiktionale Serie).
Im Klassikbereich verantwortete Mojto unter anderem den preisgekrönten Salzburger Festspiel-Zyklus „Mozart22“, die audiovisuelle Aufzeichnung von „Beethoven9“ mit den Wiener Philharmonikern und Christian Thielemann und „Der Ring des Nibelungen“ aus Valencia mit Zubin Mehta in der Inszenierung von La Fura dels Baus. Zu den aktuellen Unitel-Projekten gehört „Tutto Verdi“, die weltweit einmalige audiovisuelle Aufzeichnung aller Verdi-Opern anlässlich des 200. Geburtstags des Meisters, sowie die aktuellen Produktionen der Salzburger Festspiele. Unitel ist exklusiver Partner für audiovisuelle Produktionen u. a. der Wiener Philharmoniker und Christian Thielemann.
Mehrheitseignerinnen der Beta Film sind seit Dezember 2015 (über jeweils eine Zwischengesellschaft) mit einer Mehrheit von 85 Prozent seine zwei Töchter Catharina und Maria Carolina Mojto.

## Beta Film
Beta Film agiert als Schnittstelle zwischen Produzenten, Sendern und Streaming-Plattformen weltweit. Dabei deckt das Unternehmen mehrere Geschäftsbereiche ab:
1. Internationaler Vertrieb: Beta Film vertreibt ein breites Spektrum an Film- und Serienformaten, darunter Spielfilme, Dramaserien, Dokumentationen, Kinderprogramme und Unterhaltungsshows. Die Werke werden an Fernsehsender, Streaming-Dienste und andere Plattformen in über 180 Ländern lizenziert.
2. Finanzierung: Beta Film unterstützt Produzenten bei der Finanzierung ihrer Projekte. Das Unternehmen stellt Kapital bereit, hilft bei der Strukturierung von Koproduktionen und erschließt Fördermittel, um ambitionierte Film- und Serienprojekte zu realisieren.
3. Produktion: Neben dem Vertrieb ist Beta Film aktiv an der Entwicklung und Produktion von Inhalten beteiligt. Dies geschieht häufig in Zusammenarbeit mit internationalen Produktionsfirmen, Regisseuren und Drehbuchautoren.
4. Koproduktionen: Beta Film ist bekannt dafür, europäische und internationale Koproduktionen zu fördern. Das Unternehmen agiert dabei als Partner, um kulturelle Vielfalt und hochwertige Inhalte auf die Leinwand zu bringen.

## Filmografie
- 1993–2002: Die Bibel
- 1993–2014: Kommissar Rex
- 1993: Radetzkymarsch
- 1993–1999: Allein gegen die Mafia
- 1998: Der Graf von Monte Christo
- 2000: Les Misérables
- 2000: Der Tunnel
- 2002: Napoleon
- 2003: Stauffenberg
- 2004: Der Untergang
- 2005: La Traviata / Salzburger Festspiele
- 2006: Kronprinz Rudolfs letzte Liebe
- 2006: Mozart 22 / Salzburger Festspiele
- 2006: Die Flucht
- 2006: Das Leben der Anderen
- 2006: Die Sturmflut
- 2006: Dresden – das Inferno
- 2006: Krieg und Frieden
- 2007: Waldbühnenkonzert Berlin / Netrebko / Domingo / Villazon
- 2008: Eine einzige Tablette
- 2008: Karajan – Oder die Schönheit wie ich sie sehe
- 2008: La Bohème
- 2008: John Rabe
- 2008–2010: Beethoven 9 / Wiener Philharmoniker / Christian Thielemann
- 2009: Ring des Nibelungen / Valencia / La Fura dels Baus
- 2010: Rosenkavalier / Baden-Baden
- 2010: Laconia
- 2010: Hindenburg
- 2010: Papst Pius XII
- 2011: Anna Bolena / Wiener Staatsoper
- 2011–2014: Borgia, Staffel 1–3
- 2012: Der Turm
- 2012: Tutto Verdi
- 2012: War Requiem
- 2013: Unsere Mütter, unsere Väter
- 2013: Der Medicus
- 2013: Burning Bush – Die Helden von Prag (Hořící keř)
- 2014: Das Attentat – Sarajevo 1914
- 2014: Gomorrah – The Series
- 2017: Maximilian – Das Spiel von Macht und Liebe
- 2018: Werk ohne Autor

## Auszeichnungen
- 2003: Karlsmedaille für europäische Medien[3]
- 2003: Bayerischer Fernsehpreis (Napoleon)
- 2006: Österreichischer Fernsehpreis Romy, Bester Produzent (Kronprinz Rudolf)
- 2007: Bayerischer Verdienstorden
- 2007: Echo Klassik für Unitel-Produktion „Waldbühnenkonzert Berlin“
- 2008: Echo Klassik für Unitel-Produktion „Le nozze di Figaro“ (Salzburg)
- 2008: Ernennung zum Ehrenbürger von Nitra/Slowakei
- 2009: Deutscher Filmpreis und Bayerischer Filmpreis (John Rabe)
- 2009: Roma Fiction Fest “Preis für das Lebenswerk”
- 2010: Echo Klassik für Unitel-Produktion „Ring des Nibelungen“ (Valencia)
- 2011: Officier de l’Ordre National des Arts et des Lettres
- 2011:	Europäischer Trebbia Preis für die Kunst- und Kulturförderung
- 2012: Verleihung der Insignien eines Chevalier dans l‘Ordre de la Légion d’Honneur
- 2012: Goldmedaille der Stadt Cannes
- 2013: MipTV Medaille d’Honneur
- 2018: Bayerischer Filmpreis (gemeinsam mit Max Wiedemann und Quirin Berg) für Werk ohne Autor
- 2019: Romyverleihung 2019 – Akademiepreis Platin-Romy für das Lebenswerk[4]